# Nasturtium africanum
Nasturtium africanum är en korsblommig växtart som beskrevs av Braun-blanq. Nasturtium africanum ingår i släktet källfränen, och familjen korsblommiga växter. IUCN kategoriserar arten globalt som starkt hotad. Inga underarter finns listade i Catalogue of Life.